# 塩狩温泉ユースホステル
塩狩温泉ユースホステル（しおかりおんせんユースホステル）は、北海道上川郡和寒町に存在したユースホステル。日本ユースホステル協会に加盟していた。

## 概要
国道40号の脇、JR北海道宗谷本線塩狩駅に近い場所にあった。
歴史的には、1921年に同地で鉱泉が発見され、1923年に湯治場が作られたのを嚆矢とする。1974年にそれまで存在した温泉旅館がホテルに改築されるのに合わせ、ユースホステルが新築された。しかし宿泊客の減少により、2005年（平成17年）10月1日より併設の温泉ホテルともども休館となり、再開することなく2006年（平成18年）6月30日付で正式に閉館した。ホテルとユースホステルの建物は隣接した別々の建物であったが、繁忙期以外はホテル内に設置された特定の部屋がユースホステル用に提供された。建物は閉館後もしばらく放置されていたが、2015年（平成27年）秋に解体された。
閉館から約7年後の2013年（平成23年）6月、本ユースホステルのあった近傍に『塩狩ヒュッテユースホステル』が開館した。

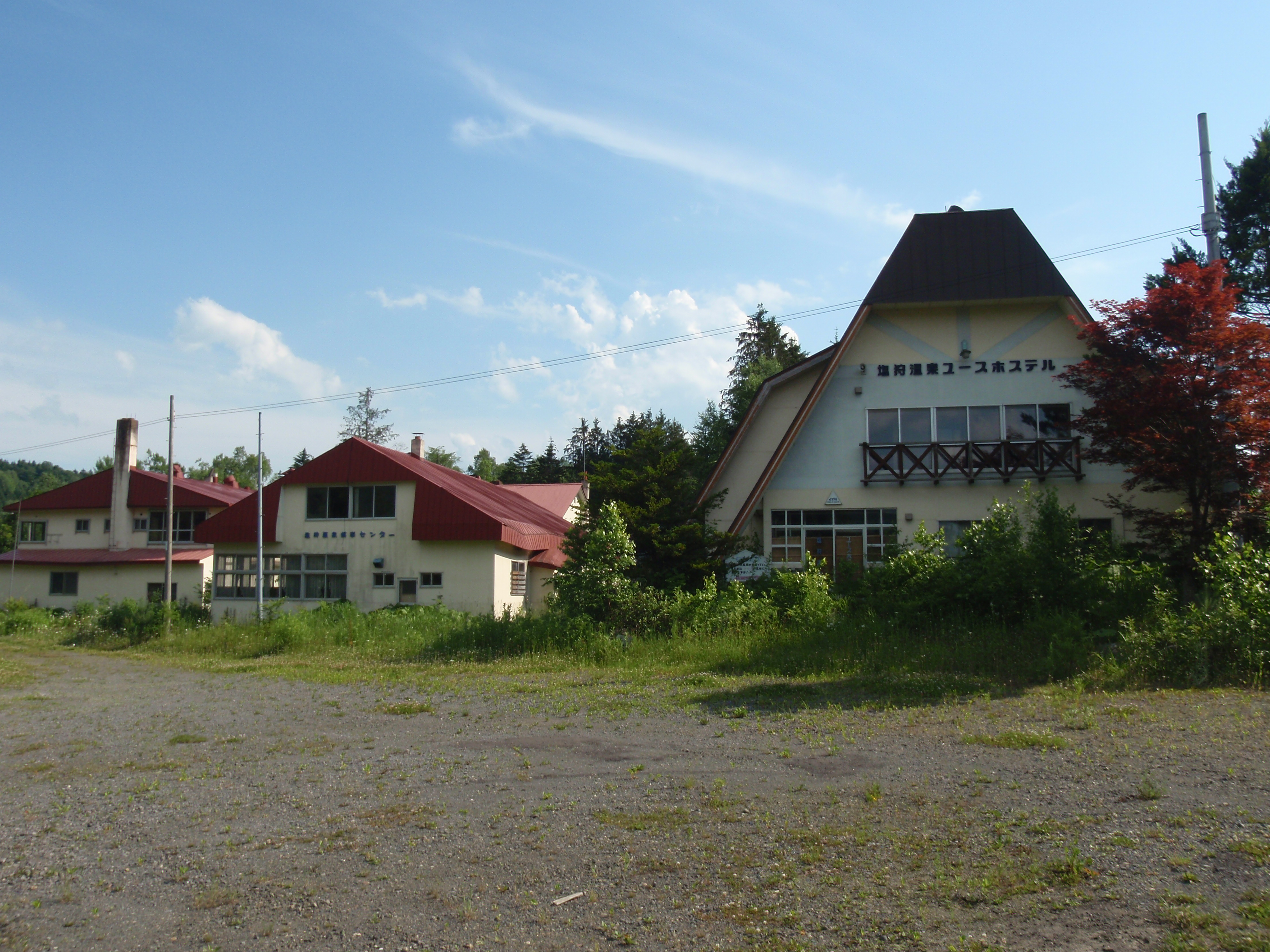
左が塩狩温泉ホテル
右が塩狩温泉ユースホステル